# Hannes Finnsson
Hannes Finnsson (* 5. Mai 1739 in Reykholt; † 4. August 1796 in Skálholt) war ein evangelisch-lutherischer Bischof von Skálholt im Süden von Island. Er war der letzte Bischof, der dort noch seinen Sitz hatte.

## Leben

### Familie und Ausbildung
Hannes Finnsson wurde als Sohn des späteren Bischofs von Skálholt Finnur Jónsson und dessen Frau Guðríður Gísladóttir in Reykholt geboren.
Schon mit 16 Jahren schloss er 1755 die Schule in Skálholt ab und fuhr schließlich nach Kopenhagen, um an der dortigen Hochschule zu studieren. Dort zeigten sich seine vielseitigen Interessen und Begabungen, studierte er doch keineswegs nur Theologie, sondern auch Naturwissenschaften, Volkswirtschaft und Mathematik sowie Nordische Philologie. Er erwies sich  als sehr sprachbegabt und erwarb gute Kenntnisse zahlreicher Fremdsprachen wie des Lateinischen, Griechischen und Hebräischen sowie in den modernen Fremdsprachen Französisch und Deutsch.
Seine Abschlussprüfung machte er 1763 in Theologie. Während des 12-jährigen Aufenthalts an der Hochschule machte er die Bekanntschaft zahlreicher Wissenschaftler.

### Beruflicher Werdegang und Wirken
Im Jahre 1767 kehrte Hannes heim und stand seinem Vater bei diversen wissenschaftlichen Arbeiten zur Seite.
Er hatte die Ideen der Aufklärung in Kopenhagen kennengelernt und wurde einer ihrer Verfechter in Island.
1770 fuhr er wiederum nach Kopenhagen, wo er die nächsten sieben Jahre im Bereiche der isländischen Philologie tätig war. Er gab z. B. mittelalterliche Texte heraus sowie die umfangreiche Kirchengeschichte, die sein Vater verfasst hatte. Selbst beschrieb er unter anderem ausführlich eine Reise nach Stockholm und gab sie als Druckschrift heraus.
Im Jahre 1777 wurde Hannes von Ludvig Harboe zum stellvertretenden Bischof von Skálholt geweiht. Ab 1785 übernahm Hannes Finnsson das Bischofsamt von seinem Vater Finnur Jónsson. Eigentlich sollte der Bischofsstuhl wegen der Zerstörungen durch ein Erdbeben in Skálholt nach Reykjavík verlegt werden. Aber Hannes widersetzte sich dem, kaufte das Land auf und blieb dort bis zu seinem Lebensende.

### Ehe, Kinder und Lebensende
Bischof Hannes heiratete zweimal. Seine erste Frau war Þórunn Ólafsdóttir, doch sie starb 1786 während einer Pockenepidemie. Auch ihre zwei Söhne starben jung.
1789 heiratete er zum zweiten Mal. Mit Valgerður Jónsdóttir hatte er vier Kinder, die alle das Erwachsenenalter erreichten. Von ihnen stammt die Finsen-Familie ab; Hannes Finnsson hatte sich nämlich in Kopenhagen Finsen genannt.
Während seiner letzten Lebensjahre schrieb Hannes seine zwei bekanntesten Werke Um mannfækkun af hallærum á Íslandi und Kvöldvökur.
Er starb am 4. August 1796 in Skálholt an einer plötzlichen Erkrankung.

## Werke
- Um mannfækkun af hallærum á Íslandi
- Kvöldvökur